# Csanádalberti
Csanádalberti község Csongrád-Csanád vármegye Makói járásában.

## Fekvése
A település Csongrád-Csanád vármegye keleti, a Makói járás északi részén helyezkedik el, nem messze Békés vármegye határától. Szomszédai: észak felől Ambrózfalva, kelet felől Pitvaros, dél felől Csanádpalota, délnyugat felől pedig Királyhegyes. Nyugat felől az amúgy csaknem 20 kilométerre fekvő Makó városának nagy kiterjedésű északi külterületei határolják.
A település környékén terül el a védett természeti értékekkel rendelkező Csikóspuszta; a község határában folyik a Királyhegyesi-Szárazér.

### Megközelítése
A kis településen kelet-nyugati irányban végighalad, annak főutcájaként a Tótkomlóstól Pitvarosig, majd onnan Makó-Rákosig húzódó 4426-os út, ezen érhető el mindhárom említett település irányából. A térséget érintő M43-as autópálya nyomvonalától légvonalban nagyjából 10 kilométerre, közúton valamivel nagyobb távolságra található; a sztráda apátfalvai és kövegy-csanádpalotai csomópontja is körülbelül egyforma messze van a községtől.
Vasútvonal nem érinti Csanádalbertit, a legközelebbi vasúti megállási pont a Mezőtúr–Battonya-vasútvonal Pitvaros község keleti szélén található Pitvaros megállóhelye, a központtól körülbelül 5 kilométerre.

## Története
A község dohánykertészek letelepítésével jött létre; első lakói 1844-ben érkeztek Nagylakról, Pitvarosról és észak-magyarországi vármegyékből. Először Albertinek majd Kispitvarosnak nevezték a települést (1851); jelenlegi nevét 1898 óta viseli.
A 19. században a helyiek túlnyomó többsége evangélikus szlovák volt. A település az első világháborút követően, 1919 és 1920 között majd egy évig román megszállás alatt volt. A lakosság a 20. század első harmadára a kétszeresére emelkedett, de a nemzetiségi és felekezeti arányok változatlanok maradtak. 1927-ben nyílt meg az óvoda; ugyanebben az évben fejeződött be a Nagyatádi-féle földreform; a kiosztott házhelyeken egy évvel később már 33 új családi ház állt a Falusi Kislakásépítési Szövetkezet kölcsöneinek jóvoltából.
A falu nemzetiségi összetétele 1946-ban gyökeresen megváltozott: a csehszlovák-magyar lakosságcsere után az arányok megfordultak, és a Felvidékről kitelepített magyarok alkották a lakosság zömét. A 2001-es népszámláláson 27 csanádalberti lakos vallotta magát szlováknak.
Az 1950-es megyerendezés után a feldarabolódott Csanád vármegyéből Csongrád megye makói járásához került; a község 1973-ban önállóságát elvesztette, és egészen 1990-ig a pitvarosi közös községi tanács társközsége volt. 1960-ban jött létre a Kossuth Mezőgazdasági Termelőszövetkezet; ez 1974-ben egyesült a pitvarosi Felszabadulás Mezőgazdasági Termelőszövetkezettel, amely napjainkban is műveli a község földterületének legnagyobb részét. Csanádalberti 1990-ben saját önkormányzatot választott.

## Közélete

### Polgármesterei
- 1990–1994: Kriska Pál (független)[4]
- 1994–1998: Szabó Lajos (független)[5]
- 1998–2002: Szabó Lajos (független)[6]
- 2002–2006: Szabó Lajos (független)[7]
- 2006–2010: Szabó Lajos (független)[8]
- 2010–2014: Csjernyik Zoltán (független)[9]
- 2014–2019: Csjernyik Zoltán (független)[10]
- 2019–2024: Csjernyik Zoltán (független)[11]
- 2024– : Csjernyik Zoltán (független)[1]

## Népesség
| Lakosok száma | 439  | 434  | 425  | 434  | 447  | 430  | 410  |
|               | 2013 | 2014 | 2017 | 2021 | 2022 | 2023 | 2024 |

A község lakosságának 2001-ben 97,9%-a magyar, 1,7%-a cigány, 5,7%-a szlovák, 0,6%-a szlovén volt. A népesség 1,9%-a nem válaszolt vagy nemzetisége ismeretlen.
Csanádpalota felekezeti megoszlása 2001-ben a következőképpen alakult: 48% vallotta magát római katolikusnak, görögkatolikusnak 1,1%, református volt a település lakosságának 20,2%-a, evangélikus 10,7%-a. Más egyházhoz, felekezethez tartozott 1,1%, 18,1% nem volt vallásos. A lakosság 0,8%-a nem válaszolt, vagy ismeretlen volt a felekezeti megoszlása.
A 2011-es népszámlálás során a lakosok 78,3%-a magyarnak, 1,1% cigánynak, 0,2% németnek, 0,2% románnak, 0,4% szerbnek, 2,2% szlováknak mondta magát (21,5% nem nyilatkozott; a kettős identitások miatt a végösszeg nagyobb lehet 100%-nál). A vallási megoszlás a következő volt: római katolikus 34%, református 11,9%, evangélikus 6,5%, görögkatolikus 1,1%, felekezeten kívüli 22,1% (23,5% nem nyilatkozott).
2022-ben a lakosság 88,4%-a vallotta magát magyarnak, 2,2% cigánynak, 2,2% szlováknak, 2% románnak, 0,2% szerbnek, 1,8% egyéb, nem hazai nemzetiségűnek (9,8% nem nyilatkozott; a kettős identitások miatt a végösszeg nagyobb lehet 100%-nál). Vallásuk szerint 8,5% volt római katolikus, 7,8% református, 5,6% evangélikus, 0,9% görög katolikus, 0,7% egyéb keresztény, 6,7% egyéb katolikus, 26% felekezeten kívüli (43,8% nem válaszolt).

## Nevezetességei
- Községháza (1899)
- Evangélikus templom (1882)
- A település alapításának 150. évfordulójára emlékező obeliszk (1994)
- Első világháborús emlékmű
- Nádtetős házak a Petőfi utcában
- Négy kopjafa, Oklánd község ajándéka
- Székelykapu a község központjában
- Az 1848-as forradalom emléktáblája
- Természeti vonzerőt jelent Csikóspuszta, ahol jelentős túzok-, rétisas-, fecske-, egerészölyv-, vércse- és gyurgyalagpopuláció él. Megtalálható az ősgyep, a tavaszi hérics és a kamilla is.
- Az 1945 utáni csehszlovákiai kitelepítésétől az 1972-ben bekövetkezett haláláig tartó időben itt gyógyított Mészáros Ferenc természetgyógyász, akit VI. Pál pápa apostoli áldásban részesített.